# Hausschuh

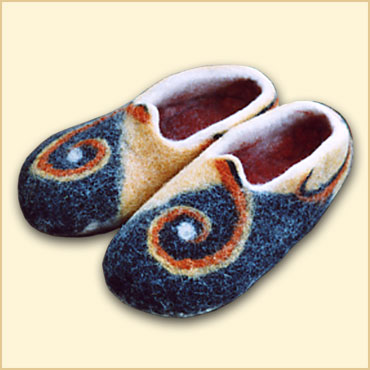
Filz-Hausschuhe

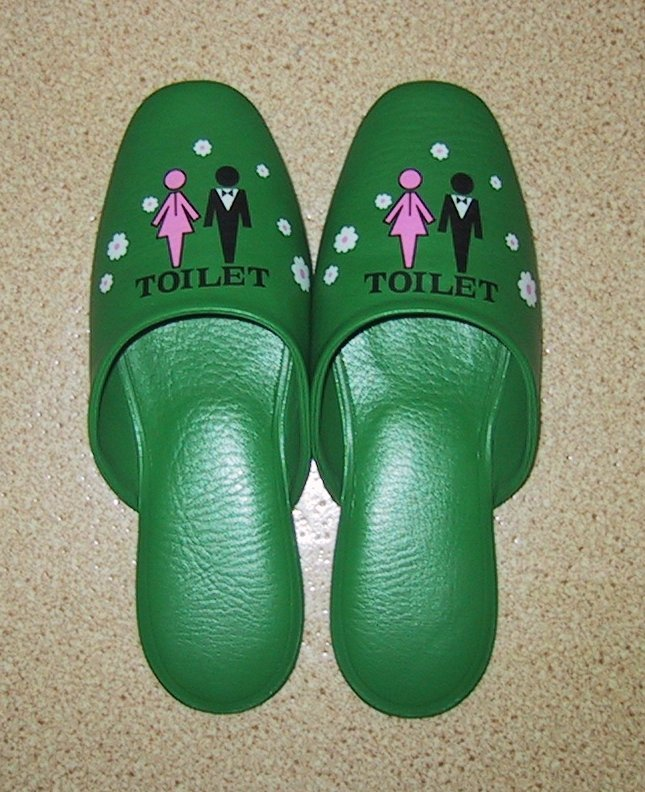
Japanische Toiletten-Hausschuhe

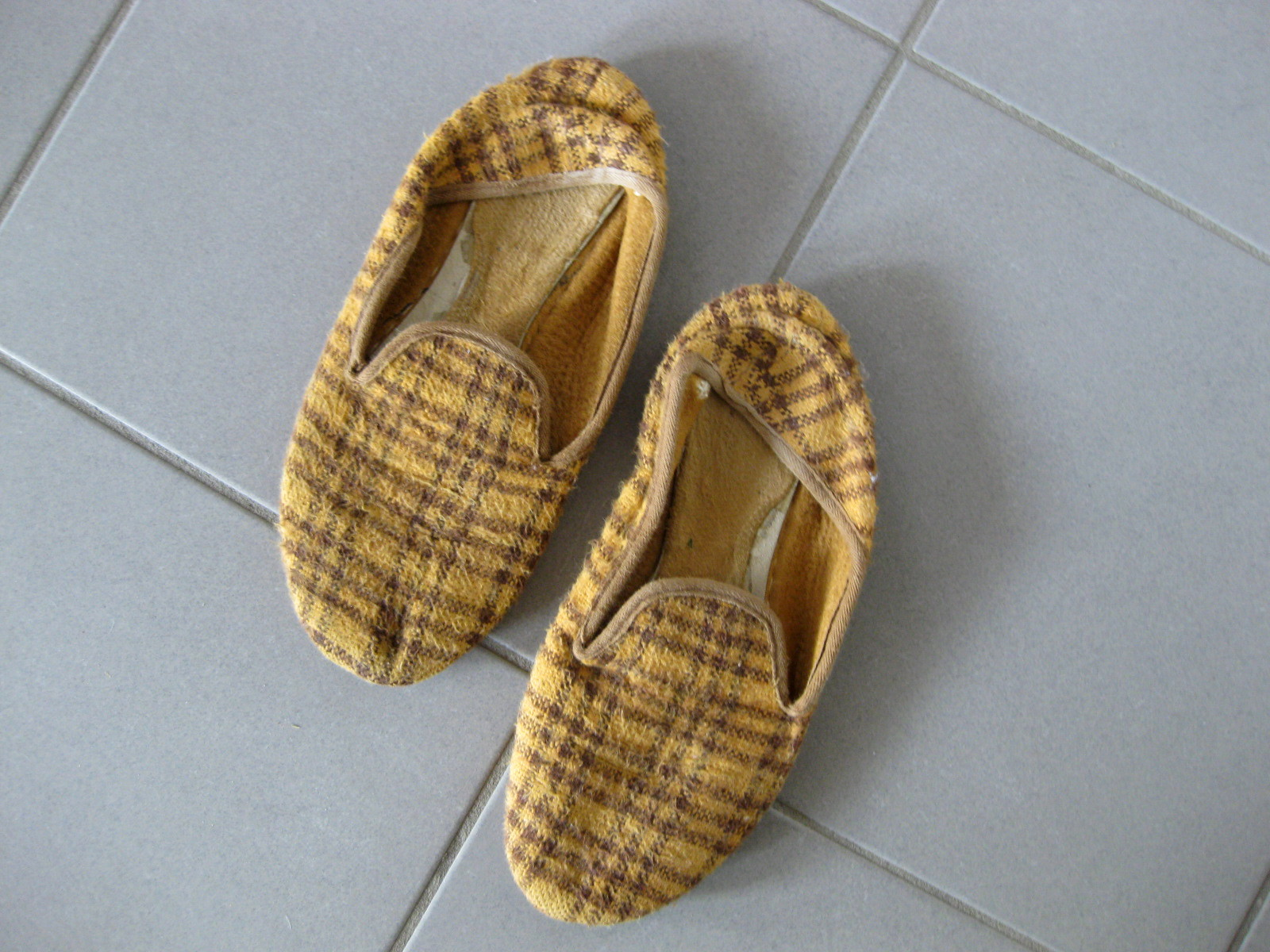
Hausschuhe, um 1974 in der DDR hergestellt

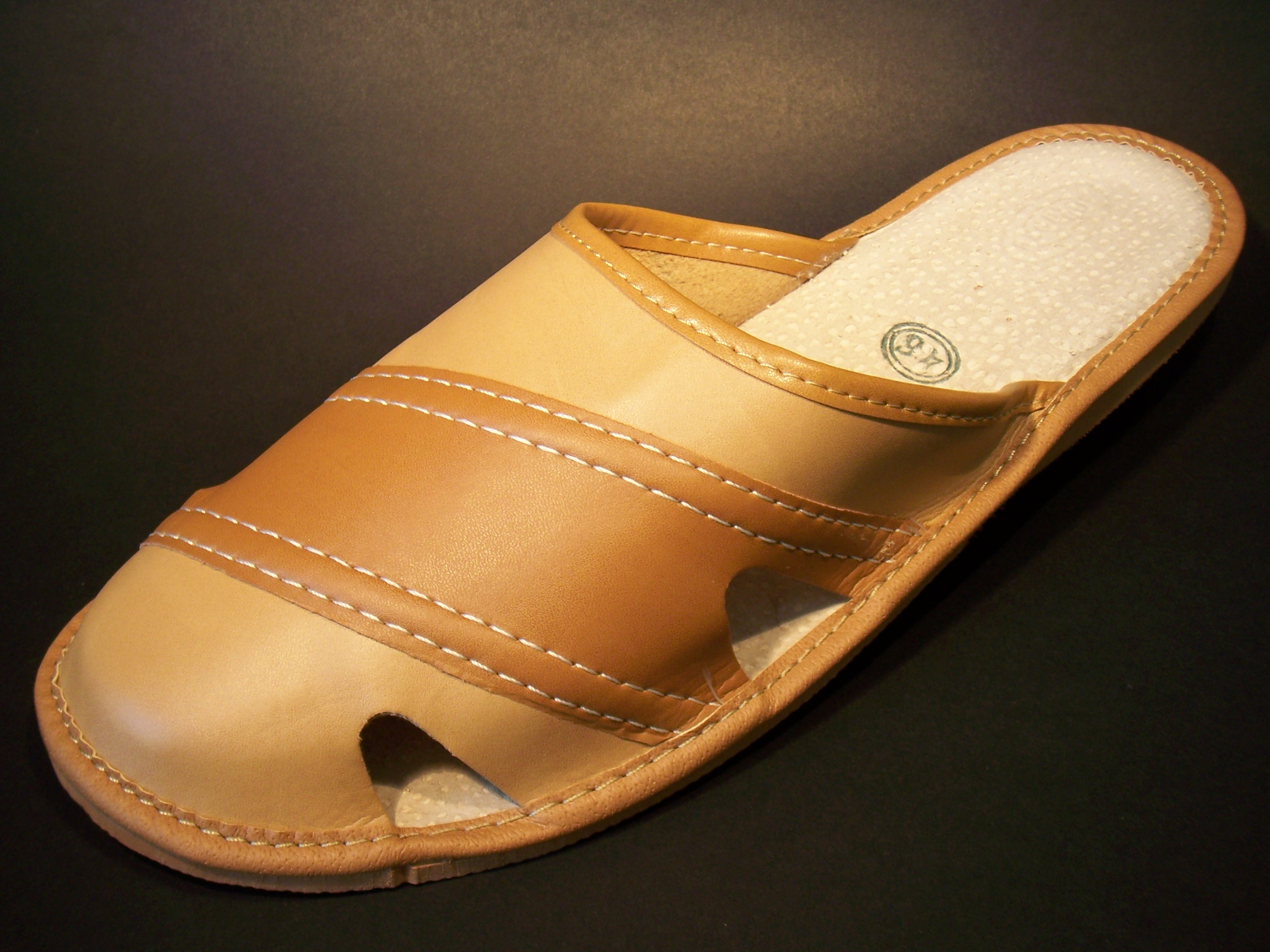
Hausschuh aus Leder

Unter Hausschuh (schweizerisch: Finken, norddeutsch: Puschen, rheinisch: Schluffen) versteht man jede Art von Fußbekleidung mit einer Sohle (also keine Strümpfe), die zur Nutzung innerhalb des Hauses oder der Wohnung hergestellt wird. Hausschuhe mit Fersenteil werden  im Österreichischen als Patschen bezeichnet, solche ohne Fersenteil als Schlapfen.

## Geschichte
Hausschuhe sind seit der Antike bekannt. Die meisten Hausschuhe dieser Zeit bestanden aus grober, dicker Wolle und waren gestrickt. Sie ähnelten in der Art dem heutigen Hüttenschuh.  Der römische Soccus dagegen ist kein Strickstrumpf, sondern ein pantoffelartiger Schlupfschuh, der zunächst die Fußbekleidung der antiken Komödienschauspieler war und von den Römern als Hausschuh, zunächst für Frauen, übernommen wurde. Er war teilweise aus Stoff oder ganz aus Leder gefertigt.
Im Orient trägt man seit Jahrhunderten Pantoffeln im Haus. Und in Japan werden innerhalb der Wohnung grundsätzlich Hausschuhe getragen und häufig beim Betreten der häuslichen Toilette gegen spezielle Toilettenschuhe ausgewechselt.

## Merkmale
Gemeinsam ist allen Hausschuhmodellen ein relativ weicher Schaft und die bequeme Handhabung (oft Sandalen oder Pantoffeln zum Hineinschlüpfen). Da Hausschuhe nur in geschlossenen Räumen getragen werden und sie nicht Nässe, rauem Untergrund und Schmutz standhalten müssen und mit ihnen auch keine langen Strecken zurückgelegt werden, können sie insgesamt sehr viel leichter, einfacher und weicher gestaltet sein als Straßenschuhe, die auch eine den Fuß schützende, stützende und führende Funktion haben. Als Materialien finden deshalb bei Hausschuhen vornehmlich weiches Leder, Stoff, Filz und Wirkwaren Verwendung. Der Schuhboden ist oft dünn, weich und biegeelastisch.

## Typische Hausschuhmodelle
- einfache Holzsandale mit Querriemen
- englische Lederslipper aus hochwertigem Kalbsoberleder mit Seideninnenfutter
- Prince Albert Slipper aus Samt mit aufgesticktem Familienwappen (beliebt in Österreich und Großbritannien) und Lederlaufsohle
- Pantoffel (am geeignetsten aus Wollfilz oder Walkfilz aus Naturhaaren)
- Sandale
- Hüttenschuh
- Clog
- Gymnastikschuh

## Funktion und Fußgesundheit
Neben der häuslichen Bequemlichkeit und der Schonung des Bodenbelags dienen Hausschuhe in erster Linie zur Reinhaltung der Wohnung. Und da Hausschuhe als Abwechslung zum sonst getragenen Alltagsschuh genutzt werden, ist auch der Aspekt der Fußgesundheit entscheidend:
1. Ausreichend Freiraum für die Zehen
2. Hohe Atmungsaktivität der verwendeten Boden- und Schaftmaterialien
3. Kein oder kein hoher Absatz

Wer viel Zeit in Hausschuhen verbringt, sollte zwei Paar besitzen und abwechselnd tragen. So ist gewährleistet, dass ein Paar immer auslüften kann, während das andere getragen wird.